# Església de Hvalsey
L'església de Hvalsey (danès Hvalsø Kirke) era una església en l'assentament nòrdic abandonat de Hvalsey (actualment Qaqortoq). L'església són les ruïnes nòrdiques millor preservades a Groenlàndia, l'església també és la localització de l'últim registre escrit dels nòrdics groenlandesos, un casori el setembre de 1408.

## Història
Segons les sagues, la terra al voltant de Hvalsey fou reclamada per Thorkel Farserk, una cosí o oncle d'Eric el Roig. El cristianisme va arribar a Groenlàndia al voltant de l'any 1000 i es començaren a construir esglésies. Es creu que l'església de Hvalsey va ser construïda a començaments del segle xiv, però els descobriments arqueològics suggereix que aquesta no era la primera església d'aquest lloc. L'església és esmentada en diversos documents de la baixa edat, tokama com una de les 10-14 esglésies parroquials de l'Assentament Oriental.
L'església va allotjar el casori de Thorstein Olafsson i Sigrid Björnsdóttir el 14 o 16 de setembre de 1408. El casament fou esmenat en cartes d'un capellà a Garðar i per nombrosos islandesos, i és l'últim registre escrit de la Groenlàndia nòrdic. La parella més tard es va establir a Islàndia.
En la tradició esquimal, hi ha una llegenda sobre Hvalsey. Segons aquesta llegenda, hi hagué una guerra oberta entre el cap nòrdic Ungortoq i el líder esquimal K'aissape. Els esquimals van fer un atac massiu a Hvalsey i va cremar els nòrdics dins les seves cases, però Ungortoq va escapar amb la seva família. K'aissape el va atrapar després d'una llarga persecució, que va acabar vora cap Farvel. Tanmateix, segons estudis arqueològics, no hi ha signes de cap confrontació.
El lloc ara forma part d'una granja d'ovelles.

## Edificacions
Hvalsey es troba en una estreta franja de terra al cap d'un fiord, i l'església és situada al voltant de 70 metres de l'aigua. L'església es troba en una granja nòrdica clàssica, amb diversos edificis adjacents addicionals. La granja incloïa un gran edifici d'aproximadament 1.300 metres quadrats (14.000 peus quadrats) de grandària. Comptava amb onze habitacions, que combinaven les sales de vida, un saló de banquets de 8 a 5 metres (26 de 16 peus) i abeuradors de bestiar. Hi havia altres abeuradors de bestiar lluny de l'edifici principal, un estable de cavall per als visitants, un edifici d'emmagatzematge més a prop del turó i un magatzem a la vora de l'aigua.
L'habitatge es va construir a la part superior d'un edifici anterior que es remunta a l'època d'Erik el Roig, i podria haver estat la casa de Thorkell Farserk.

## Arquitectura
L'església, d'al voltant de 16 metres de llarg i 8 metres d'amplada, va ser construïda en l'estil anglo-noruec de principis del segle xiii. L'església tenia al voltant de 30-35 persones, i estava envoltada d'un dic marcant els límits del cementiri.
Va ser construït de lloses de granit. Les pedres estan acuradament col·locades i equipades. Algunes de les pedres pesen entre 4 i 5 tones, i algunes encara més. També es va utilitzar el morter, però no se sap si s'utilitzava entre les pedres o només com a guix a les parets exteriors. El morter es va fer a partir de petxines triturades, de manera que l'església havia estat blanca quan es va construir. Qaqortoq significa "el lloc blanc", i la ciutat moderna d'aquest nom a la boca del fiord podria tenir el seu nom per associació amb l'església.
Les parets són d'aproximadament 1,5 metres de gruix. Es creu que tenia una coberta de fusta coberta de gespa. Totes les portes i finestres es construeixen amb llindes, a excepció d'una finestra al gablet oriental, que tenia un arc. Les obertures de les finestres són més amples a l'interior; un detall no trobat a les esglésies islandeses, però ben conegut a les primeres esglésies de Gran Bretanya, que pot haver estat la font d'aquest tipus d'edificació.
Gràcies a la bona qualitat de la construcció, l'església de Hvalsey ha resistit els elements millor que altres estructures nòrdiques a Groenlàndia. No obstant això, en part s'ha esfondrat, principalment perquè es va construir sobre un cementiri. Les tombes no van ser eliminades abans de la construcció i això va provocar l'enfonsament de la fundació.

## Galeria d'imatges

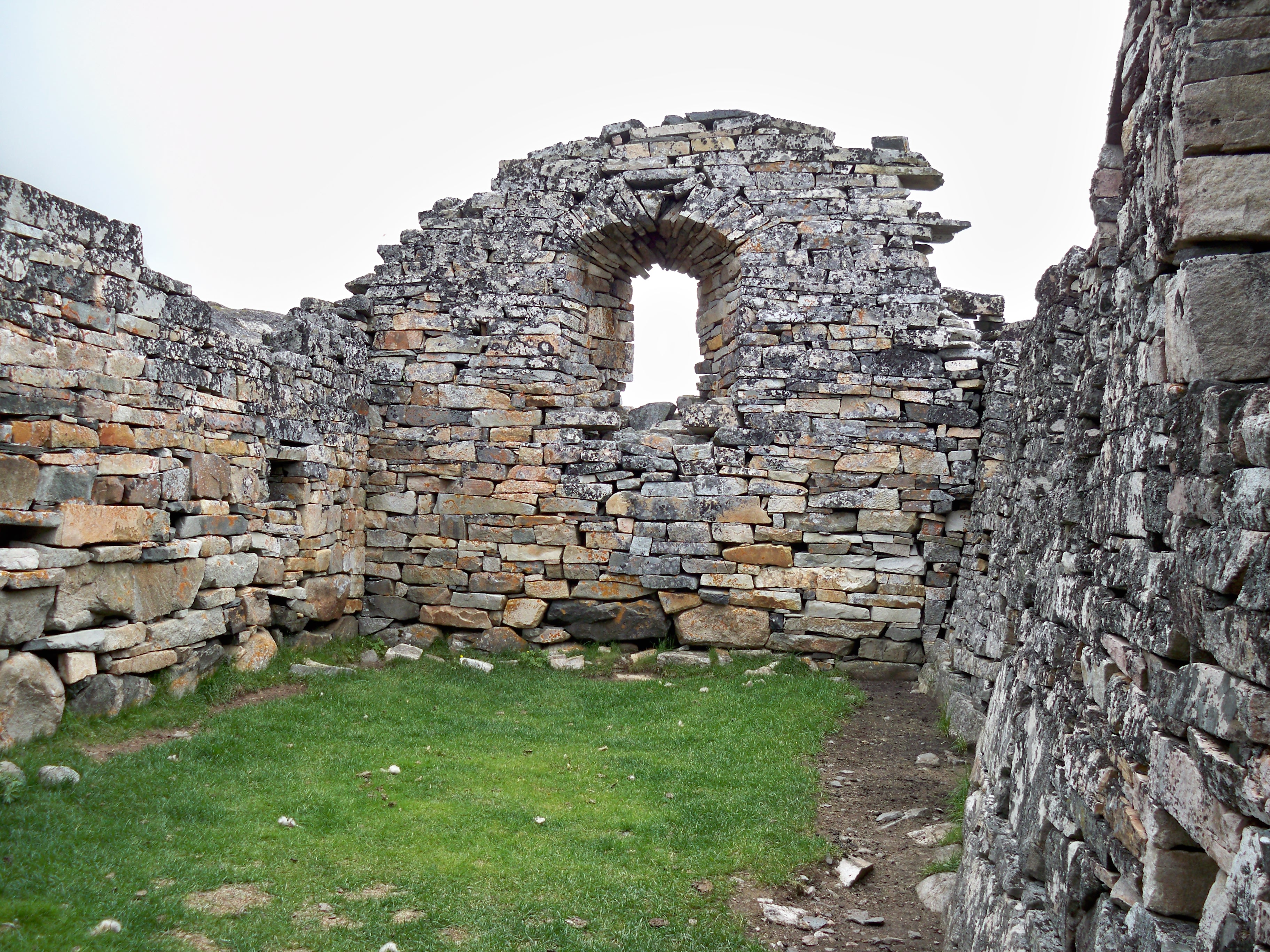
L'arc de la finestra
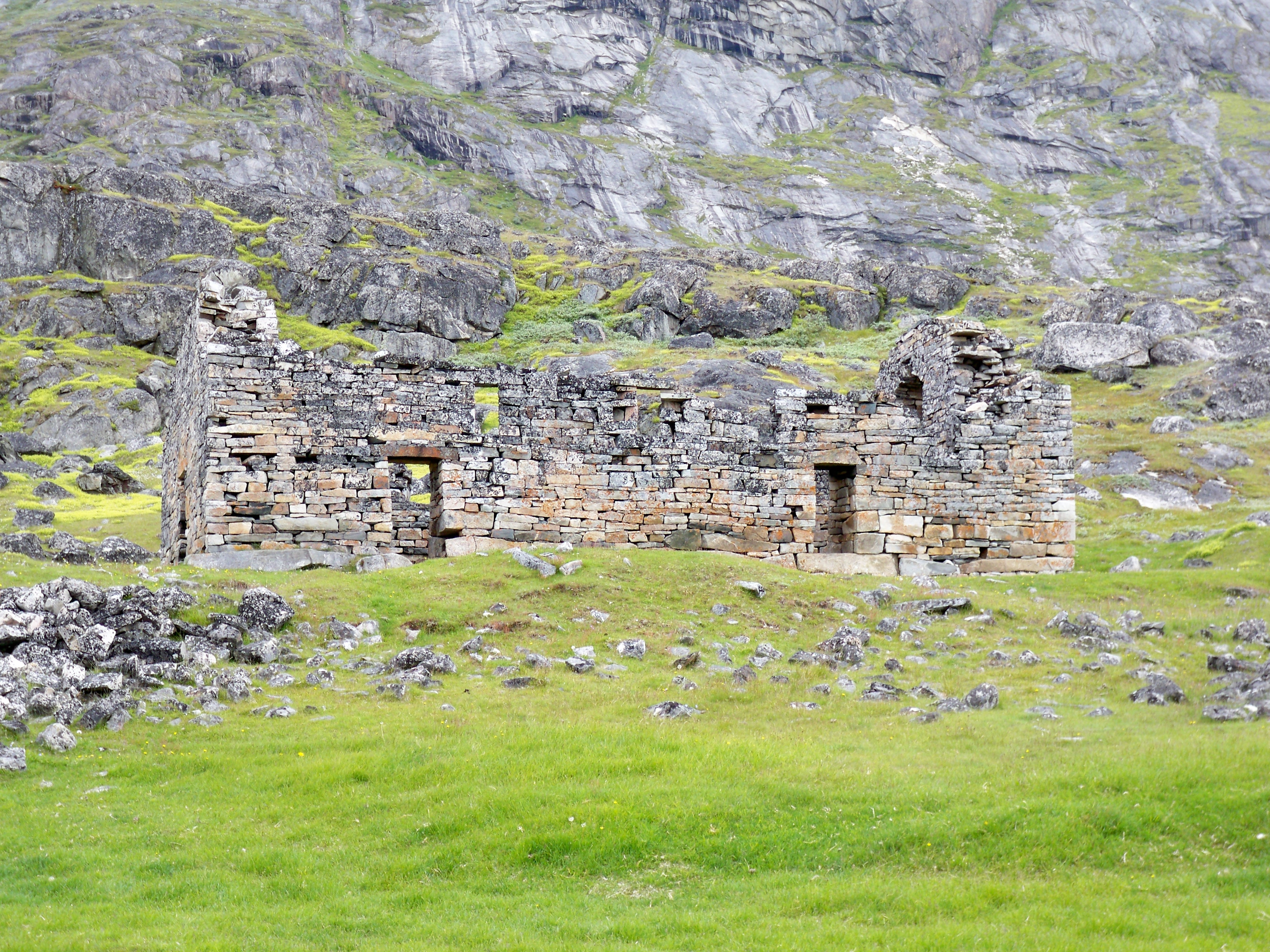
Aspecte meridional
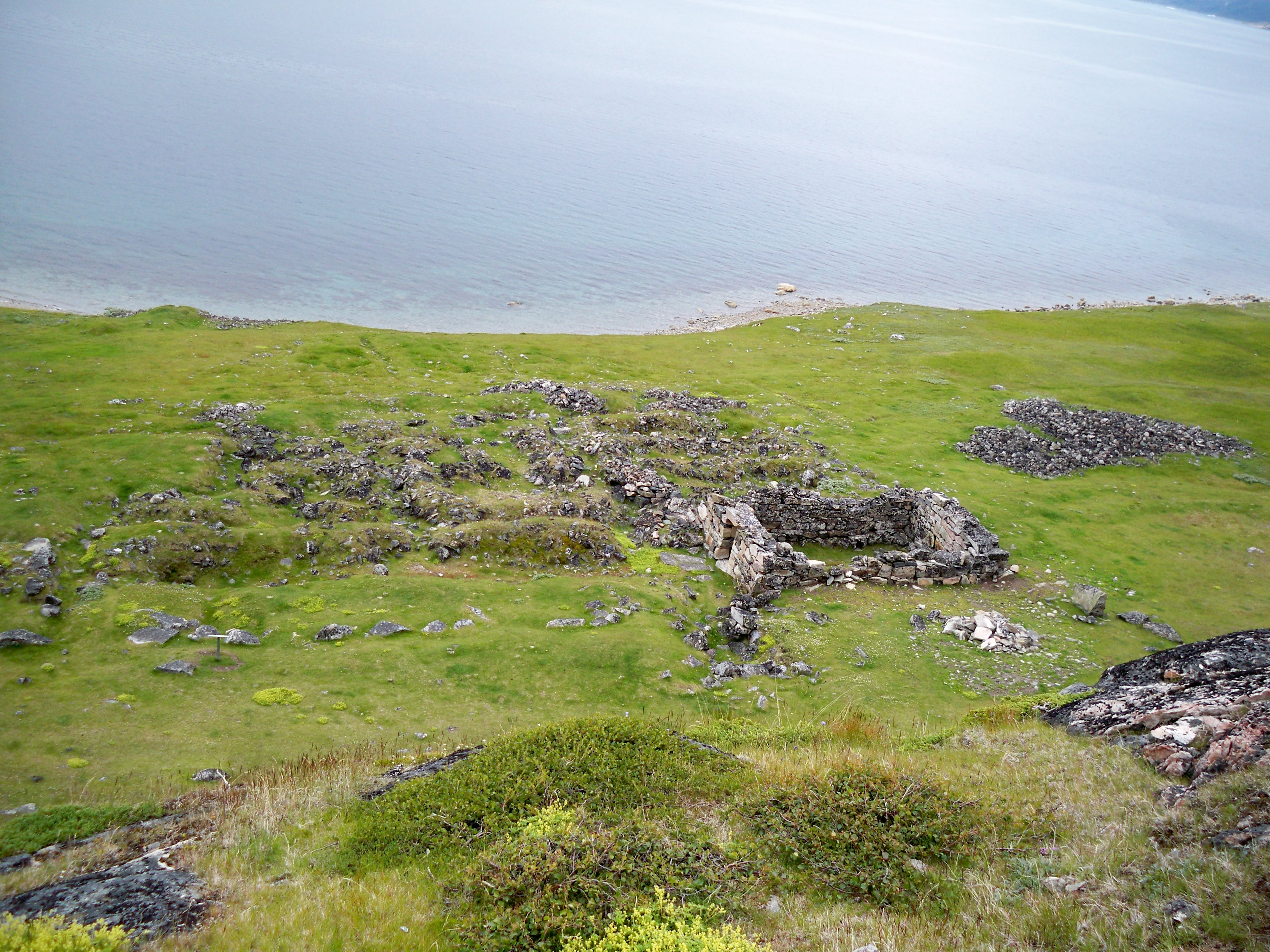
Edificis de la granja
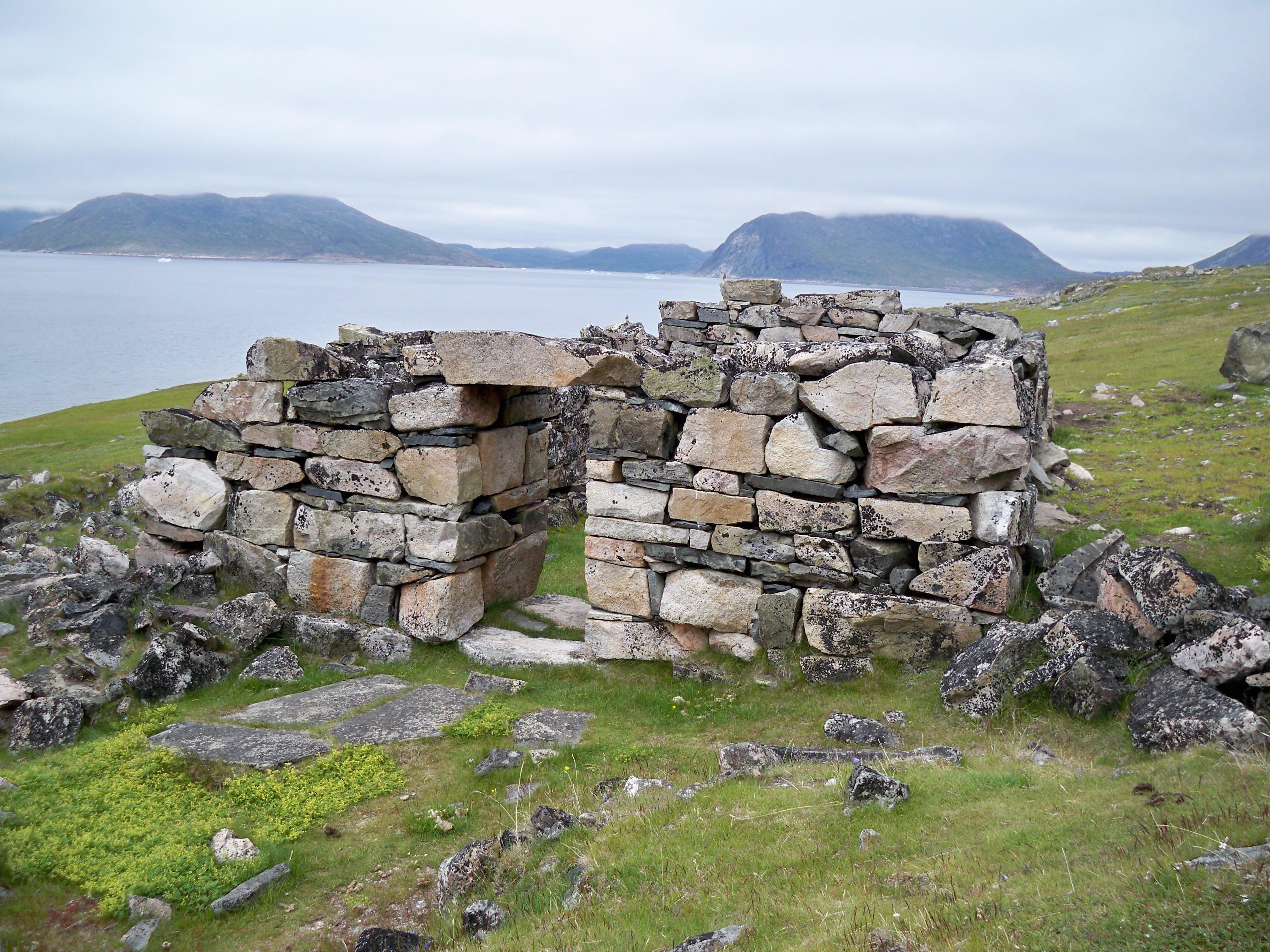
Sala del menjador
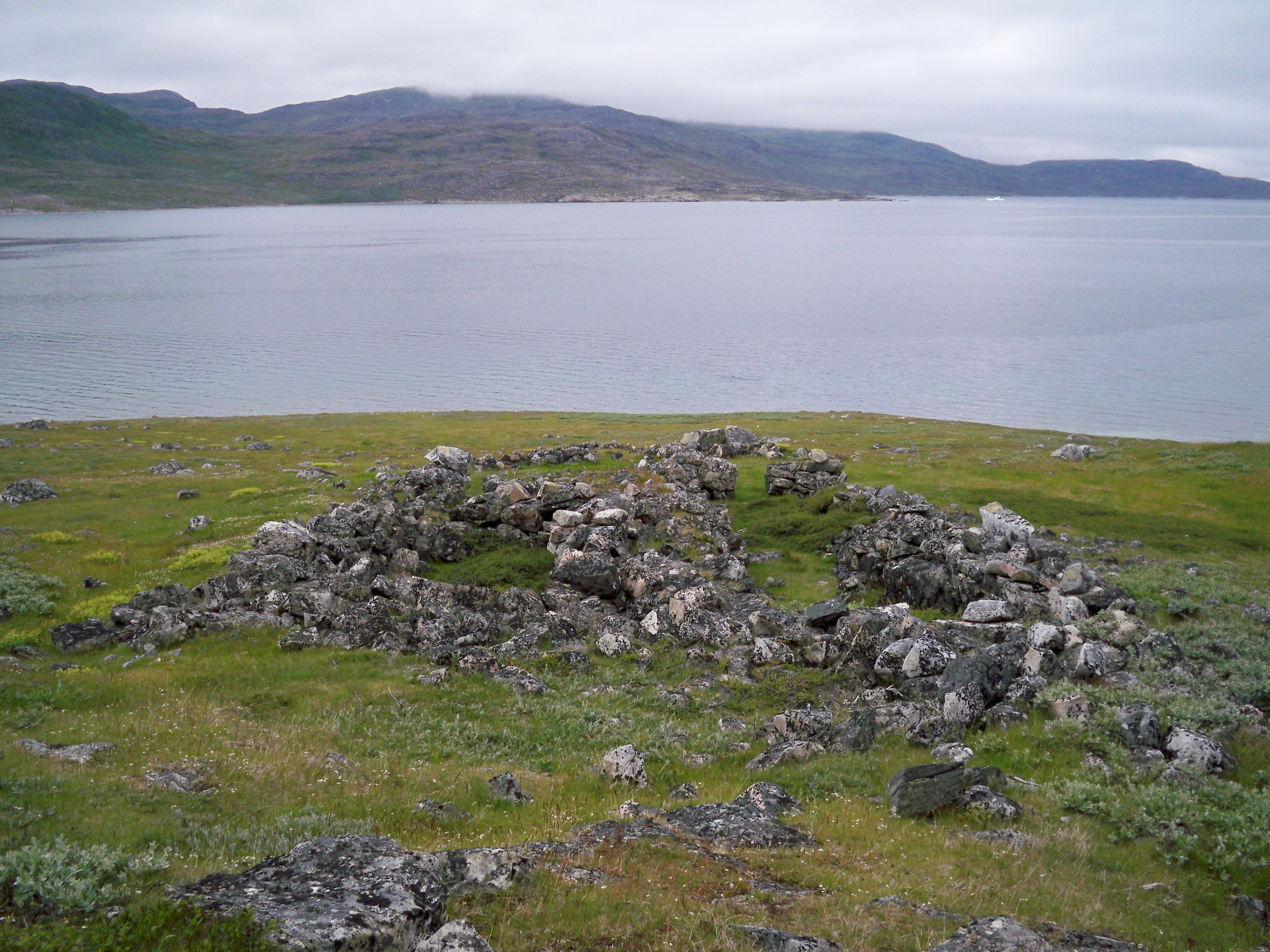
Estables
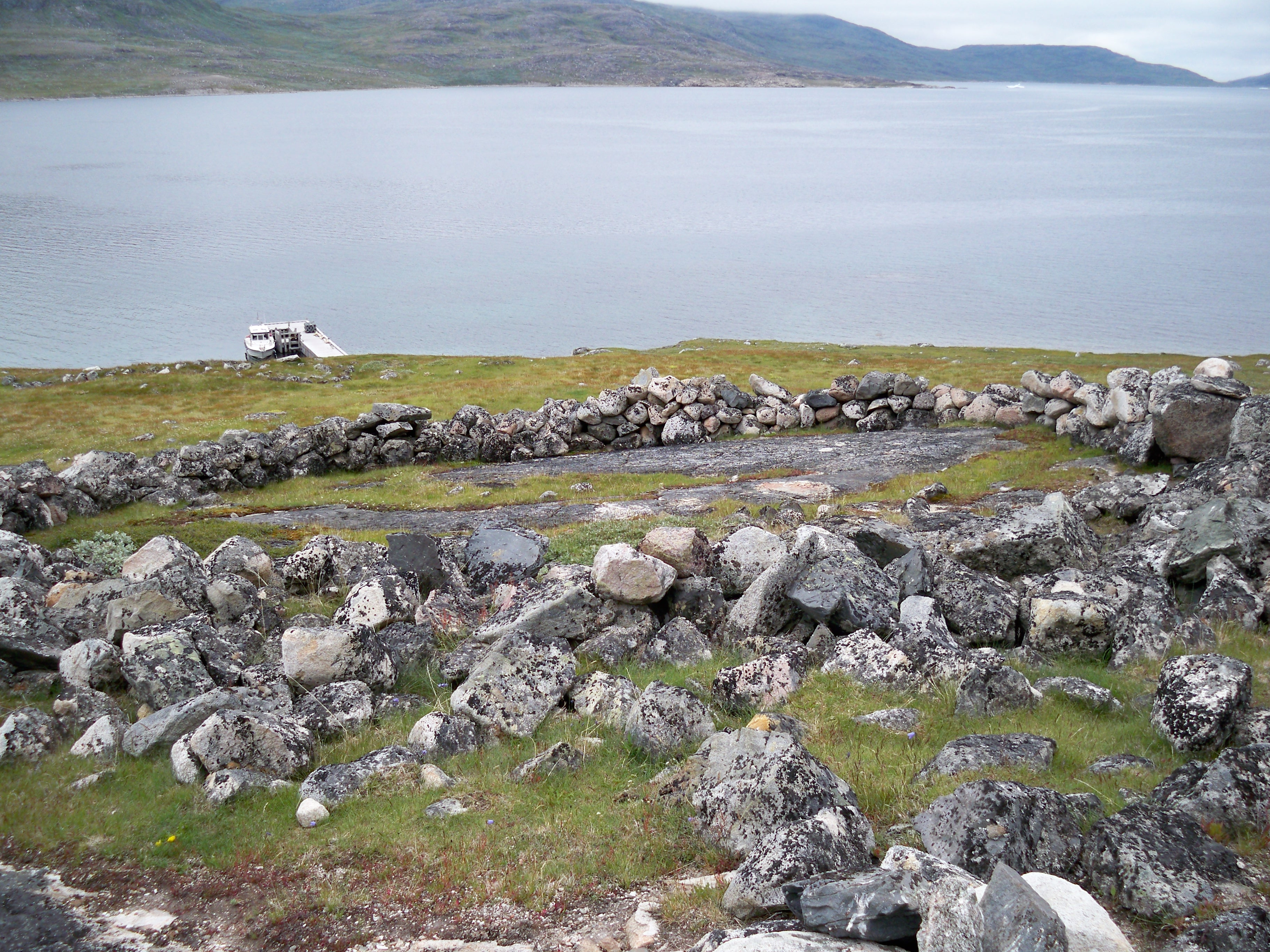
Abeurador de cavalls